# L'Osservatore Romano
(Motto del quotidiano, che riprende unitamente i Digesta di Ulpiano e Matteo 16,17-19)
L'Osservatore Romano è un quotidiano in lingua italiana edito nella Città del Vaticano.
L'editore del quotidiano è il Dicastero per la comunicazione della Santa Sede. Il quotidiano non è un organo ufficiale della Santa Sede (ruolo ricoperto dagli Acta Apostolicae Sedis) in quanto ha una propria linea editoriale, ma:
- «Si può specificare che è il giornale ufficiale della Santa Sede limitatamente alla pubblicazione di documenti ufficiali, della rubrica "Nostre Informazioni" e della rubrica "Santa Sede"»[7][8][9];
- L'Osservatore Romano è una delle tre fonti ufficiali di diffusione delle notizie riguardanti la Santa Sede, insieme alla Radio Vaticana e a Vatican Media[10]. Dà copertura a tutte le attività pubbliche del papa, pubblica editoriali scritti da esponenti importanti della Chiesa cattolica e stampa i documenti ufficiali della Santa Sede.[11]

Esce tutti i giorni, tranne la domenica, nel primo pomeriggio con la data del giorno successivo. La foliazione è di otto pagine.
Sotto la testata sono riportate due citazioni: la formula del diritto romano Unicuique suum («A ciascuno il suo») e l'espressione evangelica non praevalebunt (da intendersi: «[le porte degli Inferi] non prevarranno»).

## Storia

### I precedenti
Un giornale con la denominazione L'Osservatore Romano uscì a Roma nel 1849 sotto la direzione dell'abate Battelli. Era la continuazione del periodico Il Costituzionale, fondato l'anno prima. Nel 1852 fu chiuso dietro richiesta diplomatica di Massimo d'Azeglio, ministro degli Esteri del Regno di Sardegna, perché alcuni articoli erano sembrati offensivi per la famiglia reale dei Savoia.
Essi possono essere considerati gli antesignani dell'Osservatore Romano moderno.

### Fondazione e primi anni
Il nuovo quotidiano venne fondato da due avvocati, il forlivese Nicola Zanchini e il centese Giuseppe Bastia. Entrambi si erano trasferiti nello Stato Pontificio dopo i plebisciti di annessione con i quali le Legazioni pontificie erano passate definitivamente al Regno di Sardegna (marzo 1860).
A Roma i due fondatori trovarono un appoggio politico in Marcantonio Pacelli (nonno del futuro papa Pio XII), dirigente del ministro dell'Interno. Con finanziamenti privati e con l'appoggio del Papa, nel 1861 il giornale poté vedere la luce. L'iniziativa dei due fondatori si incrociava con l'esigenza del governo pontificio di dare vita a un giornale che rappresentasse autorevolmente la posizione della Santa Sede e che potesse contrastare efficacemente la stampa liberale. Nel provvedimento con cui il ministero dell'Interno ne autorizzava la pubblicazione, si dichiarava che l'obiettivo principale del quotidiano era «smascherare e confutare le calunnie che si scagliano contro di Roma e del Pontificato Romano», nella convinzione che «il male non avrà l'ultima parola» (Non praevalebunt).
Zanchini e Bastia furono i co-direttori dell'Osservatore. Il primo numero uscì a Roma il 1º luglio 1861, pochi mesi dopo la nascita del Regno d'Italia, avvenuta il 17 marzo. Il quotidiano, uscito con la sottotestata "Giornale politico-morale" (verrà poi sostituita dall'attuale "Giornale quotidiano politico religioso"), aveva una foliazione di quattro pagine e costava 5 baiocchi (circa 27 centesimi di lire dell'epoca). Come la grande maggioranza dei quotidiani italiani dell'epoca, la quarta pagina era quasi interamente dedicata agli annunci pubblicitari. Gli inizi del giornale furono davvero pionieristici: durante il primo anno la redazione non ebbe sede fissa. Dal 1862 si insediò in modo stabile, insieme all'amministrazione, a palazzo Petri, in piazza de' Crociferi, dove rimase fino al 1871.
Dal primo numero del 1862 appaiono le due citazioni poste sotto la testata che accompagnano il giornale ancora oggi: Unicuique suum (“A ciascuno il suo”, tratta da Ulpiano) e non praevalebunt [le porte degli Inferi] “non prevarranno”), Vangelo di Matteo, 16, 18). Esse rimarcano il duplice ruolo, sia laico sia religioso, del quotidiano. Dal 31 marzo le uscite diventano quotidiane.

L'Osservatore Romano: la prima pagina del 15 maggio 1891, giorno in cui fu promulgata l'enciclica Rerum Novarum di Leone XIII

L'Osservatore segue da vicino i lavori del Concilio ecumenico Vaticano I (1869-1870). Il nuovo direttore, Augusto Baviera, raccoglie personalmente gli interventi dei padri conciliari nella basilica vaticana, e li riassume nella rubrica speciale «Cose interne».
Il quotidiano ufficiale dello Stato Pontificio è il Giornale di Roma, che esce dal 6 luglio 1849 (fine della Seconda Repubblica Romana). Il 20 settembre 1870, con la Presa di Roma, il Giornale di Roma cessa le pubblicazioni e L'Osservatore Romano rimane l'unico quotidiano romano legato alla Santa Sede. Dal 17 ottobre, giorno in cui riprende le pubblicazioni, assorbe parzialmente le funzioni del Giornale di Roma, pur rimanendo un quotidiano formalmente indipendente.
Nel 1885, per decisione di papa Leone XIII, il Vaticano acquista L'Osservatore Romano, che diventa quindi di proprietà della Santa Sede. Nel 1909 viene inaugurata una rubrica dedicata ad arte, sport e teatro. Nel 1911 la foliazione passa da quattro a sei pagine. In questo periodo il quotidiano continua a dedicare la massima attenzione alla Questione romana. Durante la prima guerra mondiale L'Osservatore sceglie una linea neutrale e imparziale. Sulle pagine del quotidiano compaiono numerosi interventi del Segretario di Stato cardinale Pietro Gasparri.
Nel 1919 il giornale non uscì per due mesi a causa di uno sciopero proclamato dai tipografi romani (9 luglio-10 settembre).
Dopo il conflitto avviene il rafforzamento del giornale. Il papa aumenta il capitale della società editrice, acquista una tipografia che consenta una maggiore autonomia al giornale e, il 10 luglio 1920, chiama Giuseppe Dalla Torre alla direzione del quotidiano, in sostituzione di Giuseppe Angelini. La direzione di Dalla Torre sarà la più lunga del XX secolo per il quotidiano, ben quarant'anni (1920-1960). Sotto la direzione di Dalla Torre in redazione arrivano giovani esponenti del movimento cattolico distanti dal regime, che costituiscono l'ossatura del giornale. Tra essi si distinguono Federico Alessandrini, Igino Giordani, Guido Gonella (autore dei celebri "Acta Diurna"), don Mario Boehm, Cesidio Lolli, Enrico Lucatello, Renzo Enrico De Sanctis e Vincenzo Strappati.

### Dal 1929 al 1945
Nel febbraio del 1929 l'Italia e la Santa Sede ristabiliscono normali rapporti diplomatici. La costituzione dello Stato della Città del Vaticano ha un effetto decisivo sull'Osservatore: dalla firma dei Patti Lateranensi non è più soggetto alla legislazione italiana sulla stampa. In novembre redazione e direzione vengono trasferiti all'interno della Città del Vaticano. Da allora il giornale ha sede in via dei Pellegrini.
Negli anni trenta si verificano alcuni momenti di forte attrito con il regime fascista in merito a questioni che concernono la dottrina e la morale cattoliche. Il primo scontro si verificò nel 1931: Chiesa e regime si scontrarono sull'Azione cattolica e l'educazione dei giovani. La tiratura del quotidiano salì a 50 000 copie giornaliere per poi attestarsi sulle 20 000 durante tutto il decennio. Nel 1934 nacque il settimanale illustrato L'Osservatore romano della Domenica (poi L'Osservatore della Domenica), che accompagnò il quotidiano fino al 2007.
Nel 1938 si verificarono ben tre episodi in cui il quotidiano della Santa Sede attirò gli strali del regime. A metà luglio fu pubblicato il Manifesto della razza. Il 28 luglio, appena due settimane dopo, papa Pio XI disse chiaramente che «il genere umano, tutto il genere umano, è una sola, grande, universale razza umana», domandandosi poi «come mai, disgraziatamente, l'Italia abbia avuto bisogno di andare ad imitare la Germania». L'Osservatore Romano diede grande risalto al discorso.
Il 13 novembre l'arcivescovo di Milano, il cardinale Alfredo Ildefonso Schuster, nell'omelia domenicale confutò «l'erronea dottrina del razzismo», «una specie di eresia che […] costituisce […] un pericolo internazionale non minore del bolscevismo». L'Osservatore pubblicò il testo dell'omelia in prima pagina. Il gerarca nazista Goebbels chiese al governo la soppressione del giornale vaticano. 
Il 24 novembre L'Osservatore pubblicò ancora in prima pagina un'allocuzione dell'arcivescovo di Malines (Belgio), Jozef-Ernest Van Roey, di condanna «della dottrina del sangue e della razza». La pubblicazione di questa dichiarazione e dei pronunciamenti di altri autorevoli prelati irritò profondamente le autorità fasciste. 
Nel 1939 monsignor Giovanni Battista Montini, sostituto della Segreteria di Stato, istituì il servizio d'informazione della Santa Sede, affidandolo ai giornalisti dell'Osservatore.. Nell'anno cruciale che portò allo scoppio della seconda guerra mondiale la tiratura del giornale vaticano salì progressivamente fino a toccare le 100 000 copie quotidiane. Ai lettori italiani interessavano soprattutto le rubriche di analisi internazionale, gli "Acta Diurna" e i "Problemi del giorno" (1933-1940), curate da Guido Gonella, all'epoca trentaquattrenne.
Nel 1942 Francesco Giordani venne nominato "fotocronista". Il suo studio fotografico può essere considerato a buon diritto l'anticipatore dell'attuale Servizio Fotografico del Vaticano.
Con l'ingresso dell'Italia nella seconda guerra mondiale (giugno 1940) gli spazi per l'Osservatore si riducono: il regime fascista frappone irti ostacoli (impossibilità di ricevere le agenzie estere, limitazioni nella tiratura), che ne riducono alquanto la diffusione.

### Dal 1945 a oggi
La stagione del Concilio Vaticano II (iniziata nel 1962) costituisce una nuova prova per l'Osservatore, chiamato a diffondere le novità conciliari in tutto il mondo. Sotto la direzione di Raimondo Manzini, il quotidiano ha una tiratura di circa trentamila copie.
Con l'arrivo alla direzione di Giovanni Maria Vian (ottobre 2007) avviene l'introduzione del colore (in linea con i maggiori quotidiani italiani) sulla prima e l'ultima pagina. Vian apre anche alla collaborazione coi non cattolici. Il 29 aprile 2008 viene assunta la prima donna all'interno della redazione: Silvia Guidi, proveniente da Libero.
Nel 2020 la stampa del quotidiano è stata sospesa per l'emergenza COVID-19 dal 26 marzo al 3 ottobre. Durante questo periodo L'Osservatore è uscito in versione digitale ed è stato attivo il sito web.

## Variazioni dell'assetto proprietario
- 1861 - La società editrice, patrocinata da Marcantonio Pacelli (dal 1851 al 1870 sostituto del ministro dell'Interno), è finanziata con capitali privati.
- 1863 - Entra nella proprietà Augusto Baviera, ufficiale della Guardia nobile e giornalista. Nel 1865 diviene unico proprietario del quotidiano e l'anno seguente assume anche la direzione politica.
- 1884 – Baviera cede la proprietà alla francese Société générale des publications internationales, gruppo internazionale che possiede a Roma il Journal de Rome (1881).
- 1885 – Chiude il Journal de Rome e l'editrice francese si disimpegna dalla capitale. Papa Leone XIII decide di acquisire L'Osservatore Romano. Da allora il quotidiano è di proprietà della Santa Sede.

## Edizioni
L'«Osservatore» esce quotidianamente dal 31 marzo 1862. Oltre all'edizione quotidiana, esiste dal 1948 un'edizione settimanale in lingua italiana (completamente rinnovata nel 2017). Il giornale viene pubblicato settimanalmente in diverse altre lingue:
- Dal 1949 in francese;
- Dal 1968 in inglese;
- Dal 1969 in spagnolo;
- Dal 1970 in portoghese;
- Dal 1971 in tedesco;
- Dal 2007 in malayalam (lingua parlata nel Sud-ovest dell'India).

L'edizione settimanale in inglese, attualmente, è distribuita in oltre 129 paesi. Quella più letta è l'edizione in spagnolo, stampata con una tiratura di oltre 200 000 copie.
Esiste inoltre un'edizione mensile in polacco, nata nel 1980.
L'Osservatore Romano si affida alla concessionaria di pubblicità de Il Sole 24 Ore. 
La distribuzione è affidata a Intesa Sanpaolo, Ospedale pediatrico Bambino Gesù, Società Cattolica di Assicurazione e Credito Valtellinese.

## Sede
L'Osservatore Romano nella sua lunga storia ha avuto ben quattordici sedi:
- 1° luglio 1861-marzo 1862: Piazza dei Santi XII Apostoli, 62 - Roma
- marzo 1862-febbraio 1871: Piazza dei Crociferi, 48 - Roma
- febbraio 1871-dicembre 1873: Via del Nazareno, 14 - Roma
- dicembre 1873-giugno 1877: Piazza San Claudio, 94 - Roma
- giugno 1877-agosto 1887: Via del Nazareno, 14 - Roma
- agosto 1887-marzo 1895: Via de' Burrò, 145 - Roma
- aprile 1895-febbraio 1903: Vicolo Sciarra, 64 - Roma
- febbraio 1903-marzo 1906: Via del Gesù, 89 - Roma
- marzo 1906-gennaio 1909: Piazza del Gesù, 47 - Roma
- gennaio 1909-novembre 1919: Piazza Mignanelli, 22 - Roma
- novembre 1919-luglio 1925: Via Ennio Quirino Visconti - Roma
- luglio 1925-marzo 1928: via Germanico, 146 - Roma
- marzo 1928-novembre 1929: via Silla, 35 - Roma
- novembre 1929-11 novembre 2020: Via del Pellegrino - Città del Vaticano
- Dall'11 novembre 2020: Piazza Pia, 3 - Roma

## Direttori
- Nicola Zanchini e Giuseppe Bastia (1861-1866)
- Augusto Baviera (1866-1884)
- Cesare Crispolti (1884-1890)
- Giambattista Casoni (1890-1901)
- Giuseppe Angelini (1901-1919)
- Giuseppe Dalla Torre (1920-1960)
- Raimondo Manzini (1960-1978)
- Valerio Volpini (1978 - 31 agosto 1984)
- Mario Agnes (1º settembre 1984 - 27 ottobre 2007)
- Giovanni Maria Vian (28 ottobre 2007 - 17 dicembre 2018)
- Andrea Monda (dal 18 dicembre 2018)